# Kai Althoff
Pour les articles homonymes, voir Althoff.
Kai Althoff né à Cologne en 1966 est un artiste plasticien allemand où il vit et travaille.
La première exposition de cet artiste en 1991 avait un caractère d'évènement dont le titre était "Un groupe d'amis se retrouve dans l'arrière boutique d'une rue de Cologne pour fabriquer des masques"
L'artiste dessine par exemple avec des feutres, réalise des figures en terre cuite ou des sculptures en carton, comme pour l'exposition qui s'intitulait la modernité au rencart, en 1995.
Les œuvres de Kai Althof ne peuvent être classées cependant dans une tendance stylistique déterminée.